# دره سوف
دره سوف (به لاتین: Darreh-ye Suf) یک منطقهٔ مسکونی در افغانستان است که در ولایت بلخ واقع شده‌است.